# Independent Spirit Awards 2010
La cerimonia di premiazione della 25ª edizione degli Independent Spirit Awards si è svolta il 5 marzo 2010 a L.A. Live, invece della tradizionale sede sulla spiaggia di Santa Monica, ed è stata presentata da Eddie Izzard.
Le nomination sono state rese note il 1º dicembre 2009.

## Vincitori e candidati
I vincitori sono indicati in grassetto, a seguire gli altri candidati.

### Miglior film
- Precious, regia di Lee Daniels
- (500) giorni insieme ((500) Days of Summer) , regia di Marc Webb
- Amreeka, regia di Cherien Dabis
- Sin Nombre, regia di Cary Fukunaga
- The Last Station, regia di Michael Hoffman

### Miglior attore protagonista
- Jeff Bridges - Crazy Heart
- Colin Firth - A Single Man
- Joseph Gordon-Levitt - (500) giorni insieme ((500) Days of Summer)
- Souleymane Sy Savane - Goodbye Solo
- Adam Scott - The Vicious Kind

### Miglior attrice protagonista
- Gabourey "Gabby" Sidibe - Precious
- Maria Bello - Downloading Nancy
- Nisreen Faour - Amreeka
- Helen Mirren - The Last Station
- Gwyneth Paltrow - Two Lovers

### Miglior regista
- Lee Daniels - Precious
- Ethan Coen e Joel Coen - A Serious Man
- Cary Fukunaga - Sin Nombre
- James Gray - Two Lovers
- Michael Hoffman - The Last Station

### Miglior fotografia
- Roger Deakins - A Serious Man
- Andrij Parekh - Cold Souls
- Peter Zeitlinger - Il cattivo tenente - Ultima chiamata New Orleans (Bad Lieutenant: Port of Call New Orleans)
- Adriano Goldman - Sin Nombre
- Anne Misawa - Treeless Mountain

### Miglior sceneggiatura
- Scott Neustadter e Michael H. Weber - (500) giorni insieme ((500) Days of Summer)
- Greg Mottola - Adventureland
- Michael Hoffman - The Last Station
- Alessandro Camon e Oren Moverman - Oltre le regole - The Messenger (The Messenger)
- Lee Toland Krieger - The Vicious Kind

### Miglior attore non protagonista
- Woody Harrelson - Oltre le regole - The Messenger (The Messenger)
- Jemaine Clement - Gentlemen Broncos
- Christian McKay - Me and Orson Welles
- Ray McKinnon - That Evening Sun
- Christopher Plummer - The Last Station

### Miglior attrice non protagonista
- Mo'Nique - Precious
- Dina Korzun - Cold Souls
- Samantha Morton - Oltre le regole - The Messenger (The Messenger)
- Natalie Press - Fifty Dead Men Walking
- Mia Wasikowska - That Evening Sun

### Miglior film d'esordio
- Crazy Heart, regia di Scott Cooper
- A Single Man, regia di Tom Ford
- Easier with Practice, regia di Kyle Patrick Alvarez
- Paranormal Activity, regia di Oren Peli
- Oltre le regole - The Messenger (The Messenger), regia di Oren Moverman

### Miglior sceneggiatura d'esordio
- Geoffrey Fletcher - Precious
- Tom Ford e David Scearce - A Single Man
- Cherien Dabis - Amreeka
- Sophie Barthes - Cold Souls
- Scott Cooper - Crazy Heart

### Miglior documentario
- Anvil! The Story of Anvil, regia di Sacha Gervasi
- Food, Inc., regia di Robert Kenner
- More Than a Game, regia di Kristopher Belman
- October Country, regia di Donal Mosher e Michael Palmieri
- Which Way Home, regia di Rebecca Cammisa

### Miglior film straniero
- An Education, regia di Lone Scherfig
- Maria Larssons eviga ögonblick, regia di Jan Troell
- Il profeta (Un prophète), regia di Jacques Audiard
- Affetti & dispetti (La nana), regia di Sebastián Silva
- Madre (마더, Madeo), regia di Bong Joon-ho

### Premio John Cassavetes
- Humpday - Un mercoledì da sballo, regia di Lynn Shelton
- Big Fan, regia di Robert D. Siegel
- The New Year Parade, regia di Tom Quinn
- Treeless Mountain, regia di Yong Kim So
- Zero Bridge, regia di Tariq Tapa

### Premio Robert Altman
- A Serious Man, regia di Ethan Coen e Joel Coen

### Truer Than Fiction Award
- Bill Ross e Turner Ross - 45365
- Jessica Oreck - Beetle Queen Conquers Tokyo
- Natalia Almada - El general

### Producers Award
- Karin Chien - The Exploding Girl e Santa Mesa
- Dia Sokol - Beeswax e Nights and Weekends
- Larry Fessenden - I Sell the Dead e The House of the Devil

### Someone to Watch Award
- Kyle Patrick Alvarez - Easier with Practice
- Asiel Norton - Redland
- Tariq Tapa - Zero Bridge